# Come Home with Me
Come Home with Me è il terzo album in studio del rapper statunitense Cam'ron, pubblicato nel 2002.

## Tracce
1. Intro (featuring DJ Kay Slay) – 2:44
2. Losing Weight, Pt. 2 (featuring Juelz Santana) – 6:06
3. Oh Boy (featuring Juelz Santana) – 3:24
4. Live My Life (Leave Me Alone) (featuring Daz Dillinger) – 3:11
5. Daydreaming (featuring Tiffany Carlin) – 6:29
6. Come Home With Me (featuring Jim Jones & Juelz Santana) – 5:01
7. Welcome to New York City (featuring Jay-Z & Juelz Santana) – 5:09
8. Hey Ma (featuring DJ Kay Slay, Juelz Santana, Freekey Zekey & Toya) – 3:40
9. On Fire Tonight (featuring Freekey Zekey) – 5:40
10. Stop Calling (featuring Freekey Zekey & McGruff) – 6:06
11. I Just Wanna (featuring Juelz Santana) – 4:09
12. Dead or Alive (featuring Jim Jones) – 4:07
13. The ROC (Just Fire) (featuring Beanie Sigel & Memphis Bleek) – 4:24
14. Boy Boy – 4:43
15. Tomorrow – 4:20